# モンテネグロの国立公園
モンテネグロの国立公園は計5箇所であり、同国の面積の凡そ10%を占めている。公園の管理はモンテネグロ政府国立公園管理局によって行われている。
| 名称                   | 画像 | 位置                 | 面積                       | 指定年 |
| ---------------------- | ---- | -------------------- | -------------------------- | ------ |
| ドゥルミトル           |      | ジャブリャク         | 39,000 ha (96,371エーカー) | 1952   |
| ビオグラドスカー・ゴラ |      | コラシン             | 5,650 ha (13,961エーカー)  | 1952   |
| ロヴチェン山           |      | ツェティニェ         | 6,220 ha (15,370エーカー)  | 1952   |
| シュコダル湖           |      | バール、ポドゴリツァ | 40,000 ha (98,842エーカー) | 1983   |
| プロクレティエ山脈     |      | プラヴ、グシニェ     | 16,630 ha (41,094エーカー) | 2009   |

## 地域規模の自然公園

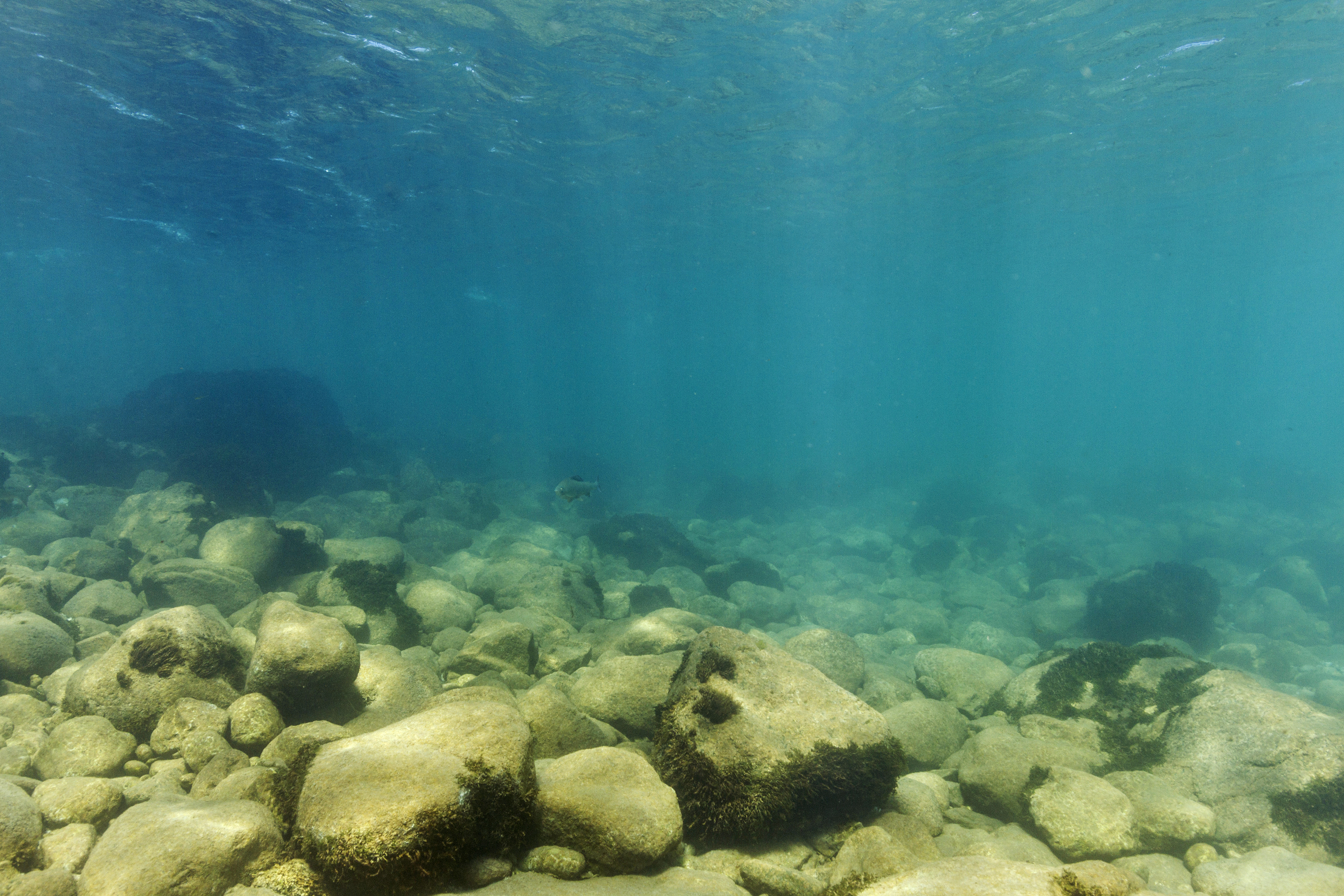
ピヴァ川
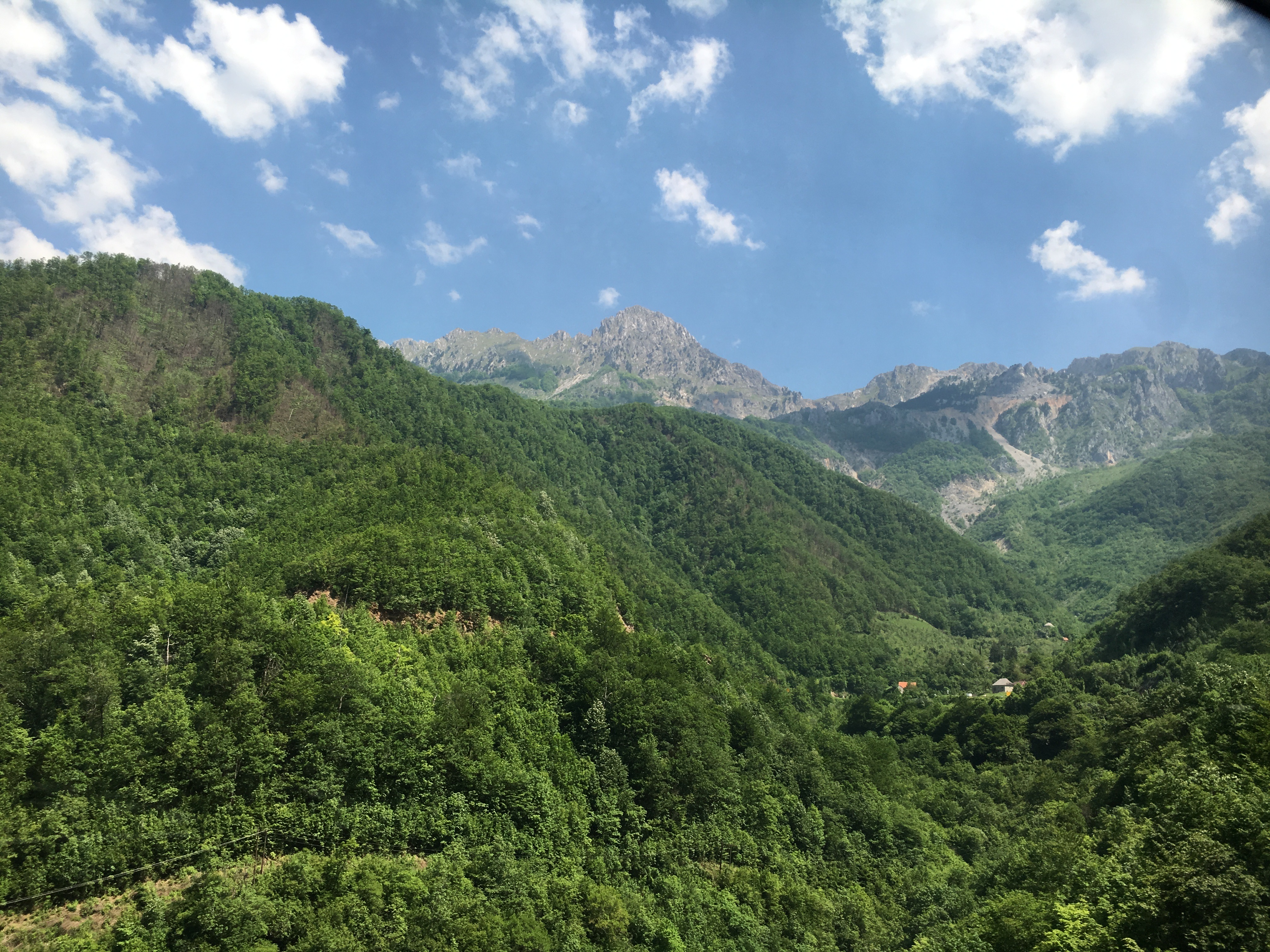
シニャイェヴィナ山
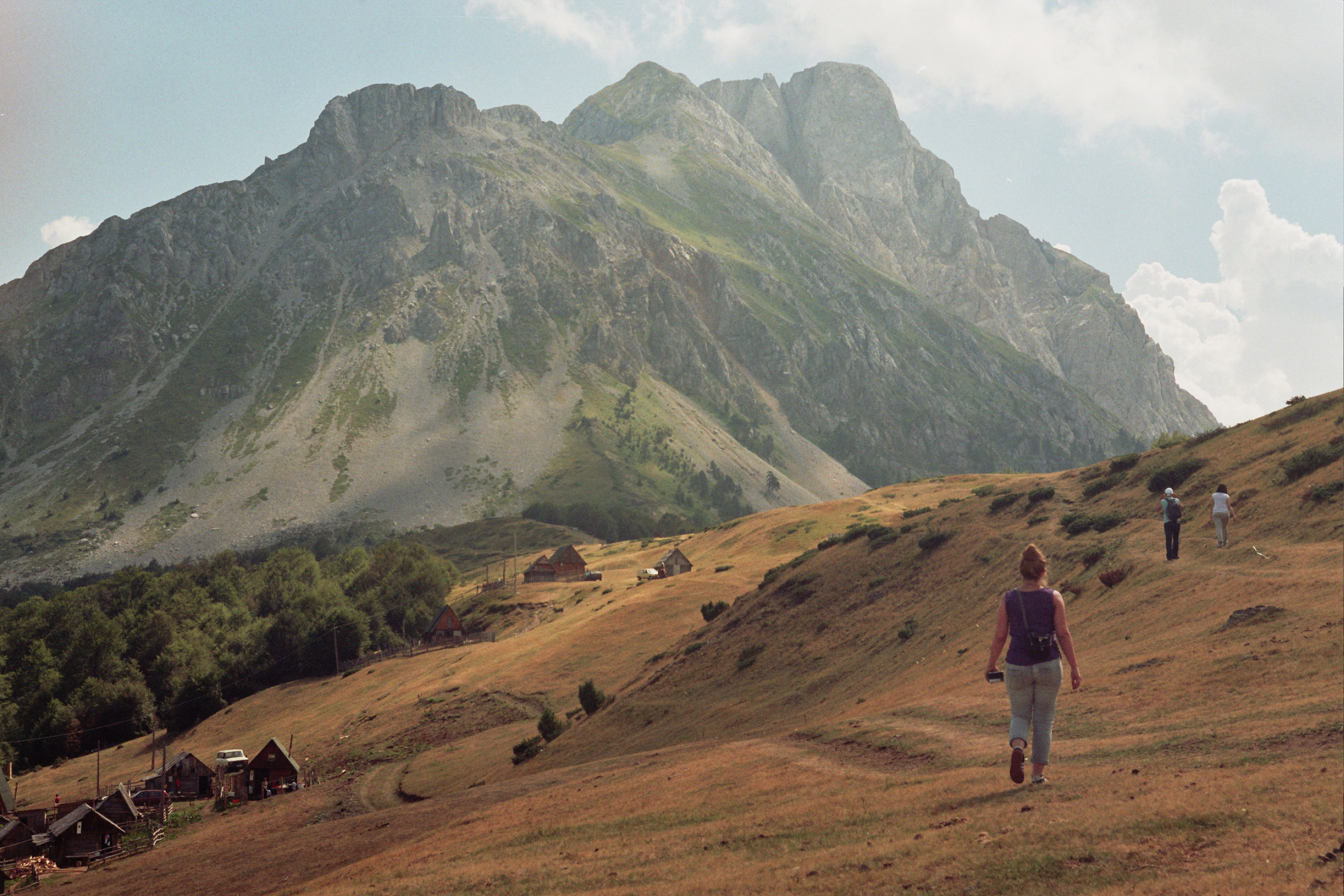
コモヴィ山
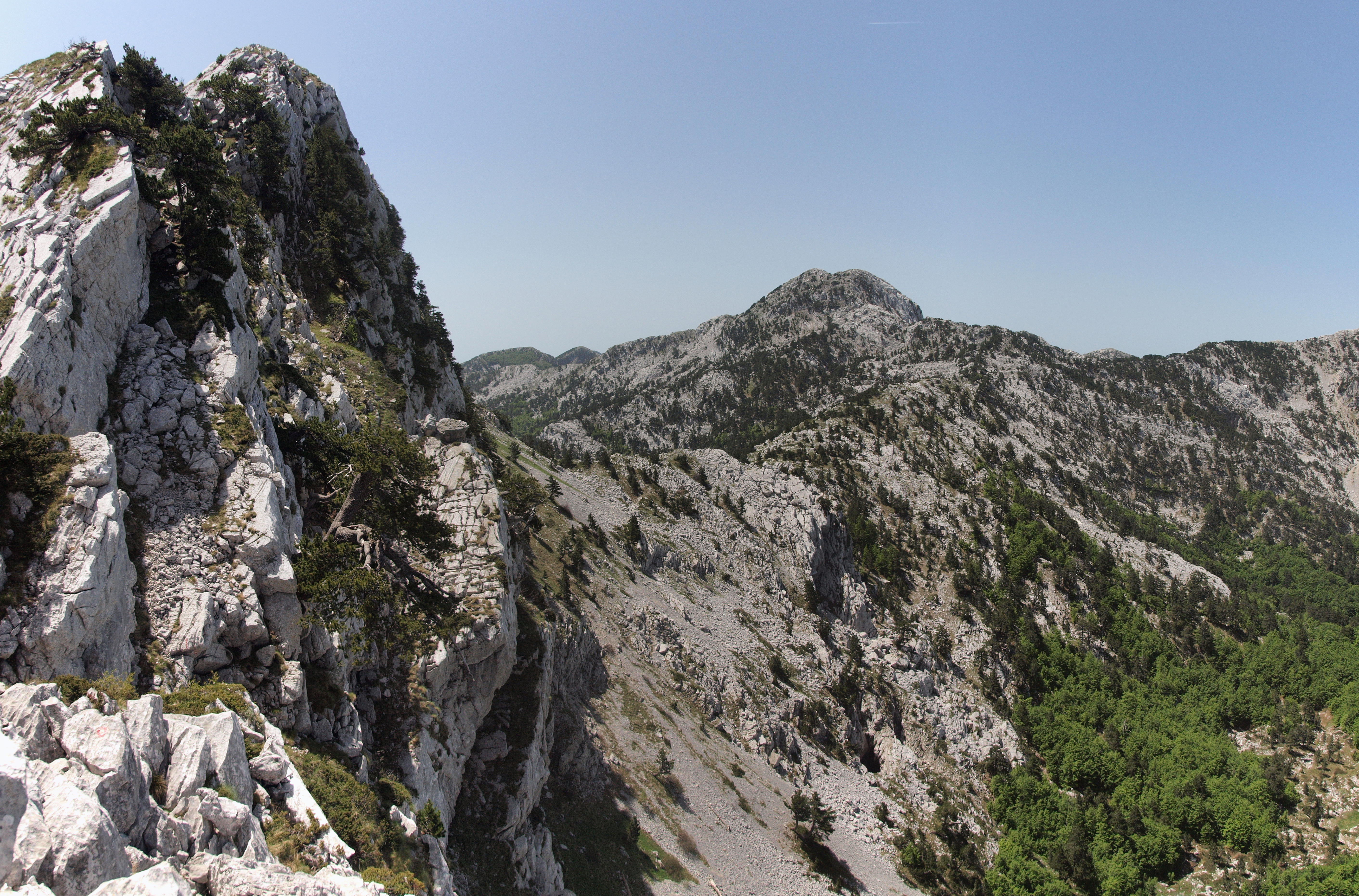
オリェン山地